# Heinrich I. (Ebrach)
Heinrich I. († 1252) war von 1244 bis zu seiner Resignation 1252 Abt des Zisterzienserklosters in Ebrach.

## Leben
Über das Leben des Heinrich ist nur sehr wenig bekannt. Sicher ist lediglich, dass er seinem Vorgänger Alhard im Jahr 1244 im Amt des Ebracher Abtes nachfolgte. Als solcher wird er im Jahr 1249 und 1251 genannt. Einzelne Erwerbungen durch den Abt, einzelne Amtshandlungen sind für Heinrich I. allerdings nicht überliefert. Er resignierte im Jahr 1252 auf die Abtei und starb noch im selben Jahr.